# Walter Bonatti
Walter Bonatti (Bèrgam, 22 de juny de 1930 - Roma, 13 de setembre de 2011) fou un escalador italià, un dels millors de la postguerra. Va ser pioner en vies d'escalada als Alps.
A l'edat de 21 anys, el 1951, va fer la primera ascensió, en quatre dies, al Grand Capucin, una ascensió considerada impossible fins aleshores, per una extraordinària agulla de granit vermell al massís del Mont Blanc.
Entre les seves ascensions més famoses hi ha :
- l'escalada en solitari d'una nova via al pilar sud-oest del Petit Dru, als Drus, el 22 d'agost de 1955.[4]
- la primera ascensió hivernal en solitari de la cara nord del Cervino o Matterhorn el 1965[5]

## Escalades i expedicions

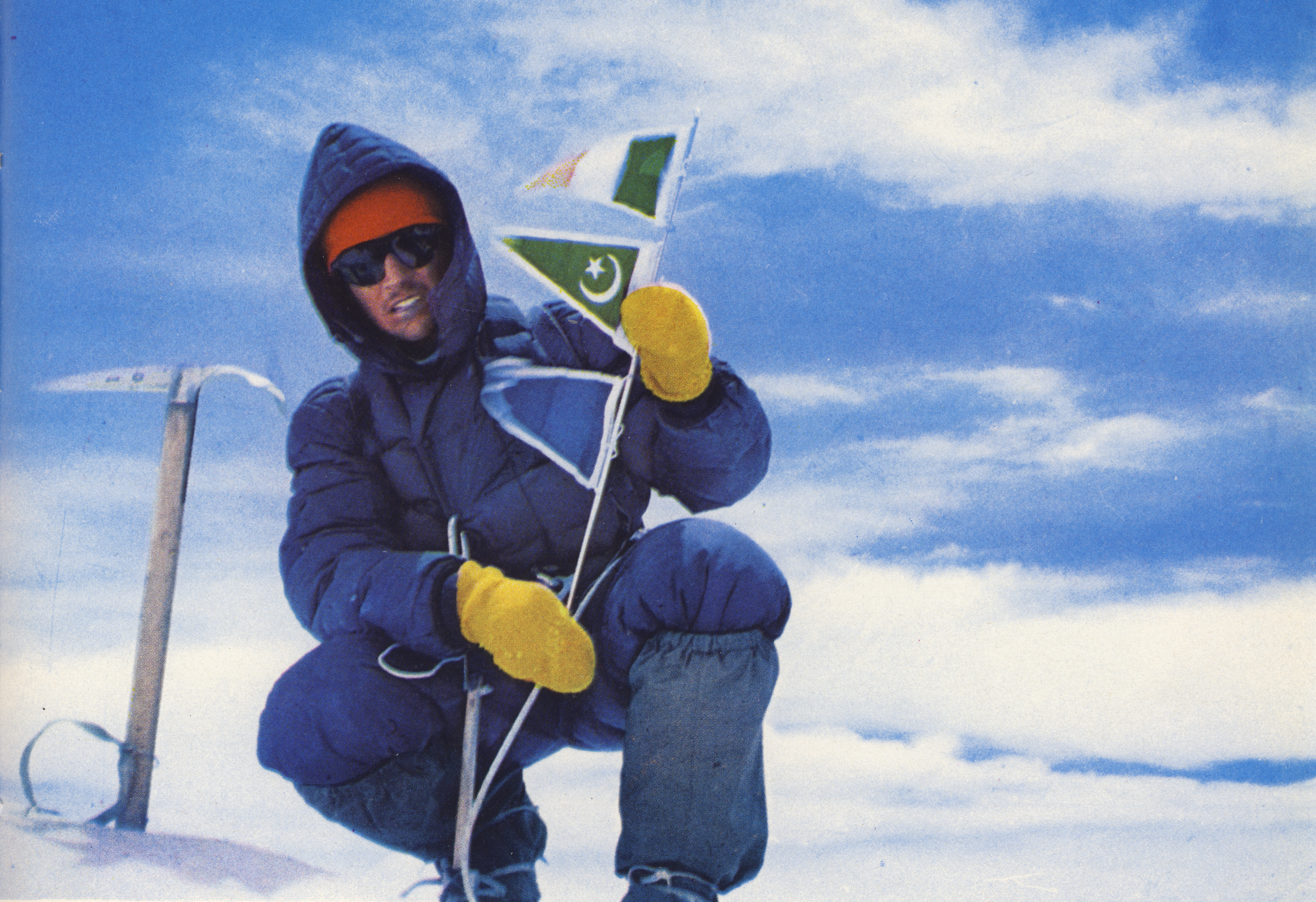
Gasherbrum IV, 1958

Una llista -no exhaustiva- de les seves principals escalades i expedicions és:
- 1951 - Paret est del Gran Caputxí
- 1953 - Hivernal a la paret nord de Lavaredo
- 1954 - Expedició italiana al K2 (no fa cim)
- 1955 - Pilar sud-oest del Dru, al massís del Mont Blanc
- 1956 - Mont Blanc
- 1958 - Cerro Torre, a la Patagònia (no fa cim)
- 1958 - Gasherbrum IV,7.925m, al Karakoram
- 1959 - Pilar Roig de Broulliard, al massís del Mont Blanc
- 1961 - Rondoy Nord, 5.820m, als Andes peruans
- 1961 - Pilar Central, al massís del Mont Blanc (tragèdia)
- 1962 - Pilar d'Angle, al massís del Mont Blanc
- 1963 - Hivernal a la paret Nord de les Grans Jorasses
- 1964 - Esperó Wimper, al massís del Mont Blanc
- 1965 - Hivernal en solitari a la paret Nord del Cervino
- 1984 - Mont Blanc
- 1986 - Patagònia

## La controvèrsia
Bonatti es va convertir en el centre d'una virulenta controvèrsia arran del primer intent aconseguit d'ascensió al K2, realitzat pels membres de l'equip italià Lino Lacedelli i Achille Compagnoni l'any 1954 quan, amb tan sols 24 anys, va carretejar bombones d'oxigen per a la cordada d'atac fins al Camp IX. Bonatti va ser acusat d'utilitzar part del vital oxigen durant el dramàtic vivac a 8.000m que van haver de fer Bonatti i Mahdi, el portador d'alçada hunza que el va ajudar a pujar les bombones, en un graó, d'1m d'amplada per 60cm de profunditat, tallat al pendent de gel a cops de piolet, i que va marcar una fita en la història de l'escalada a l'Himàlaia. L'endemà van descendir deixant l'oxigen -intacte- per tal que Lacedelli i Compagnoni l'utilitzessin en l'ascens reeixit al cim. Aquest oxigen que van haver d'utilitzar per poder finalitzar els darrers trams del K2, va ser el que Bonatti va arriscar la seva vida per fer-los-el arribar.
A principis dels 90, dues fotos del cim van provar la versió de Bonatti que els muntanyencs estaven utilitzant l'oxigen.
Walter Bonatti ha estat condecorat amb la medalla de la Legió d'Honor francesa per salvar la vida de dos escaladors novells en una tragèdia als Alps que ocorregué l'any 1961, al Pilar Central.
Bonatti és autor de diversos llibres sobre escalada i muntanyisme.